# 莫來山
莫來山（丹麥語：Møllehøj，意即「磨坊山」）是丹麥的自然地理最高點。海拔170.86米（561英尺）. 

## 地理

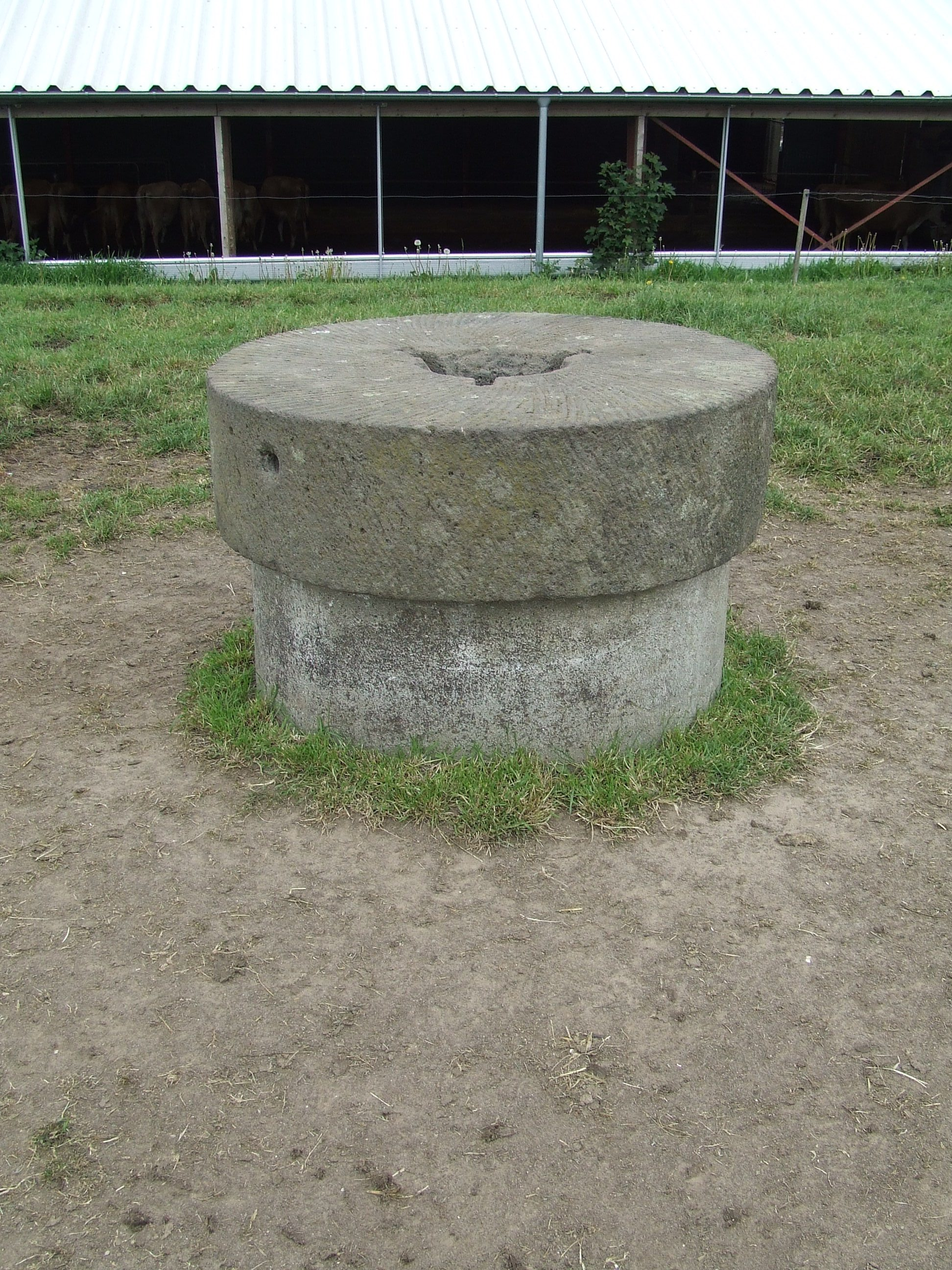
莫來山山頂的石磨

莫來山位於斯坎訥堡市鎮的愛也比爾（Ejerbjerge）丘陵群當中，其地理位置非常接近愛也包恩山（Ejer Bavnehøj）。莫來山的山頂上，有一塊石磨，作為山頂的標記。這塊石磨是在1838年至1917年之間，位於山頂上的愛也磨坊的遺跡，該磨坊有著八個面，以及一個洋蔥型的屋頂。
2005年2月所作的新測量顯示，莫來山比宇定森山（丹麥語：Yding Skovhøj，這座山若包含青銅器時代的山頂墓葬則有172.66公尺高，不包含墓葬則有170.77公尺高）或愛也包恩山都來得高。在此前人們認為這兩座山都比莫來山還要來得高；然而這兩座山丘的自然最高點，分別比莫來山還要矮9公分及51公分，因此莫來山在2005年成為丹麥官方認可的最高峰。

## 腳註
1. ↑  與之相對地，丹麥最高的建築物Tommerup無線電發送塔有321公尺高。